# Fiat Ulysse (1994)
Fiat Ulysse – samochód osobowy typu minivan klasy średniej produkowany pod włoską marką FIAT w latach 1994–2010.

## Pierwsza generacja

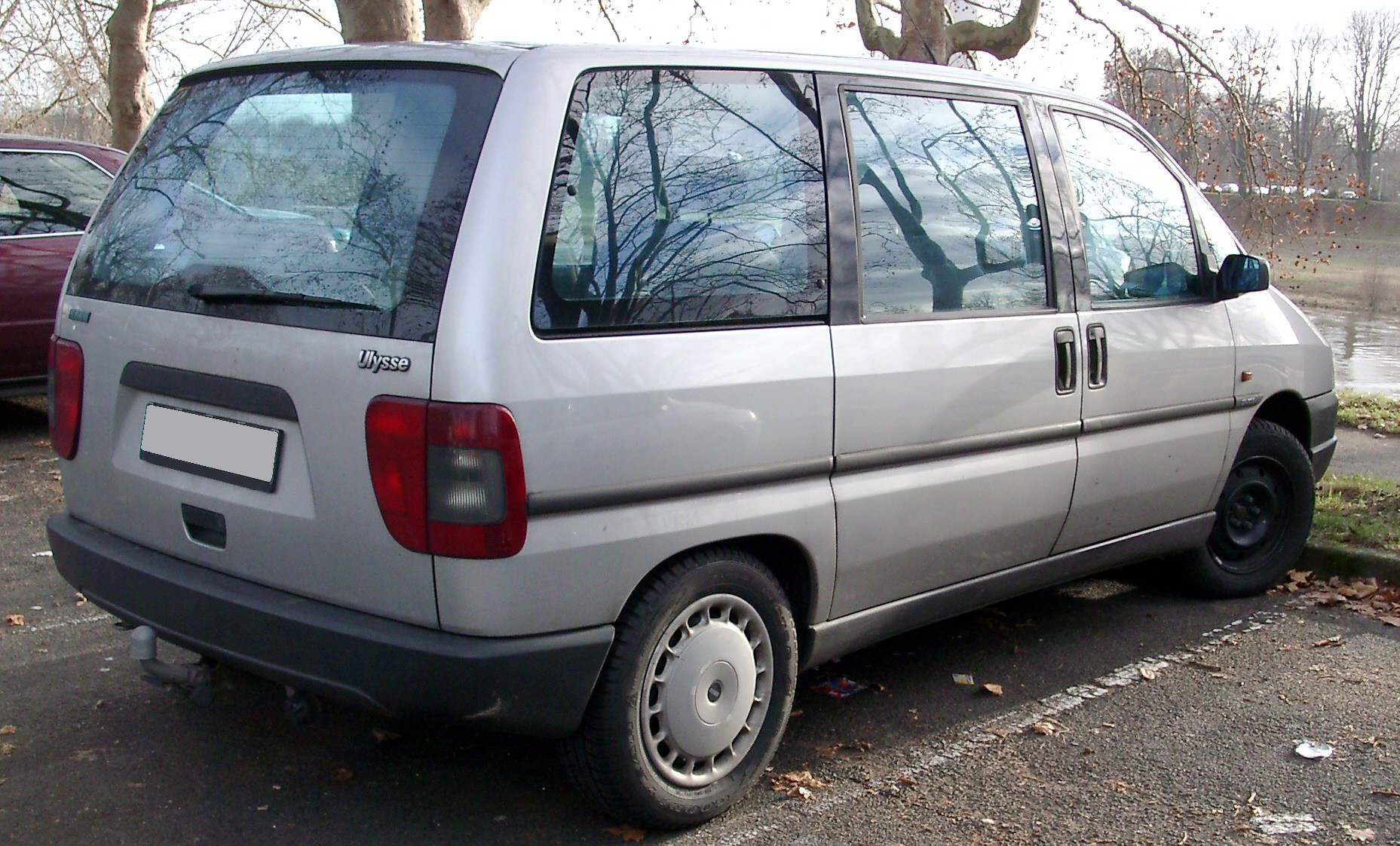
Fiat Ulysse I po liftingu - tył

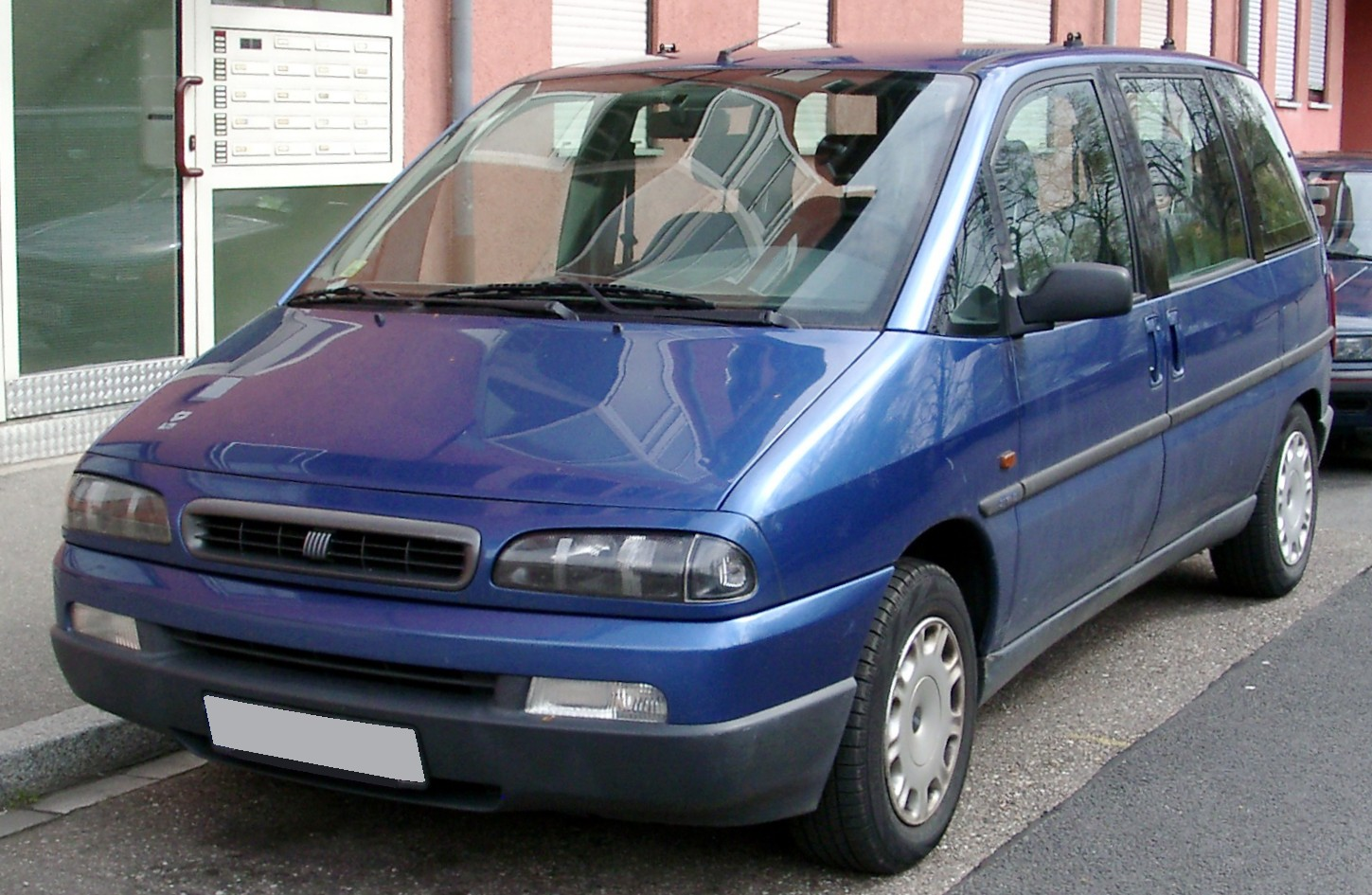
Fiat Ulysse I po liftingu

Fiat Ulysse I po raz pierwszy został zaprezentowany w 1994 roku.
Samochód został zbudowany na płycie podłogowej opracowanej we współpracy z koncernem PSA. Bliźniacze modele opracowane w ramach projektu Eurovan różnią się od siebie przednimi i tylnymi reflektorami, atrapą chłodnicy oraz niektórymi elementami wyposażenia.

### Lifting
W 1997 roku auto przeszło face lifting polegający na zmianie wyglądu pasa przedniego, a w 2001 roku modernizację wnętrza.

### Wyposażenie
Samochód mógł być wyposażony m.in. w elektryczne sterowanie szyb, elektryczne sterowanie lusterek, a także klimatyzację.

### Silniki
| Silnik                | Pojemność skokowa [cm³] | Typ silnika        | Moc maksymalna [KM] przy obr./min | Maks. moment obrotowy [Nm] przy obr./min |                    |                    |                    |                    |                    |
| Silniki benzynowe:    | Silniki benzynowe:      | Silniki benzynowe: | Silniki benzynowe:                | Silniki benzynowe:                       | Silniki benzynowe: | Silniki benzynowe: | Silniki benzynowe: | Silniki benzynowe: | Silniki benzynowe: |
| --------------------- | ----------------------- | ------------------ | --------------------------------- | ---------------------------------------- | ------------------ | ------------------ | ------------------ | ------------------ | ------------------ |
| 1.8 8V                | 1761                    | R4                 | 99 (73)/5750                      | 147/2600                                 |                    |                    |                    |                    |                    |
| 2.0 8V                | 1998                    | R4                 | 121 (89)/5750                     | 170/2650                                 |                    |                    |                    |                    |                    |
| 2.0 16V               | 1998                    | R4                 | 132 (97)/5500                     | 180/4200                                 |                    |                    |                    |                    |                    |
| 2.0 16V               | 1997                    | R4                 | 136 (100)/6000                    | 190/4100                                 |                    |                    |                    |                    |                    |
| 2.0 8V Turbo          | 1997                    | R4                 | 147 (108)/5300                    | 235/2500                                 |                    |                    |                    |                    |                    |
| Silniki wysokoprężne: |                         |                    |                                   |                                          |                    |                    |                    |                    |                    |
| 1.9 8V TD             | 1905                    | R4                 | 90 (66)/4000                      | 196/2250                                 |                    |                    |                    |                    |                    |
| 2.0 8V JTD            | 1997                    | R4                 | 109 (80)/4000                     | 250/1750                                 |                    |                    |                    |                    |                    |
| 2.0 16V JTD           | 1997                    | R4                 | 109 (80)/4000                     | 270/1750                                 |                    |                    |                    |                    |                    |
| 2.1 12V TD            | 2088                    | R4                 | 109 (80)/4300                     | 250/2000                                 |                    |                    |                    |                    |                    |

## Druga generacja

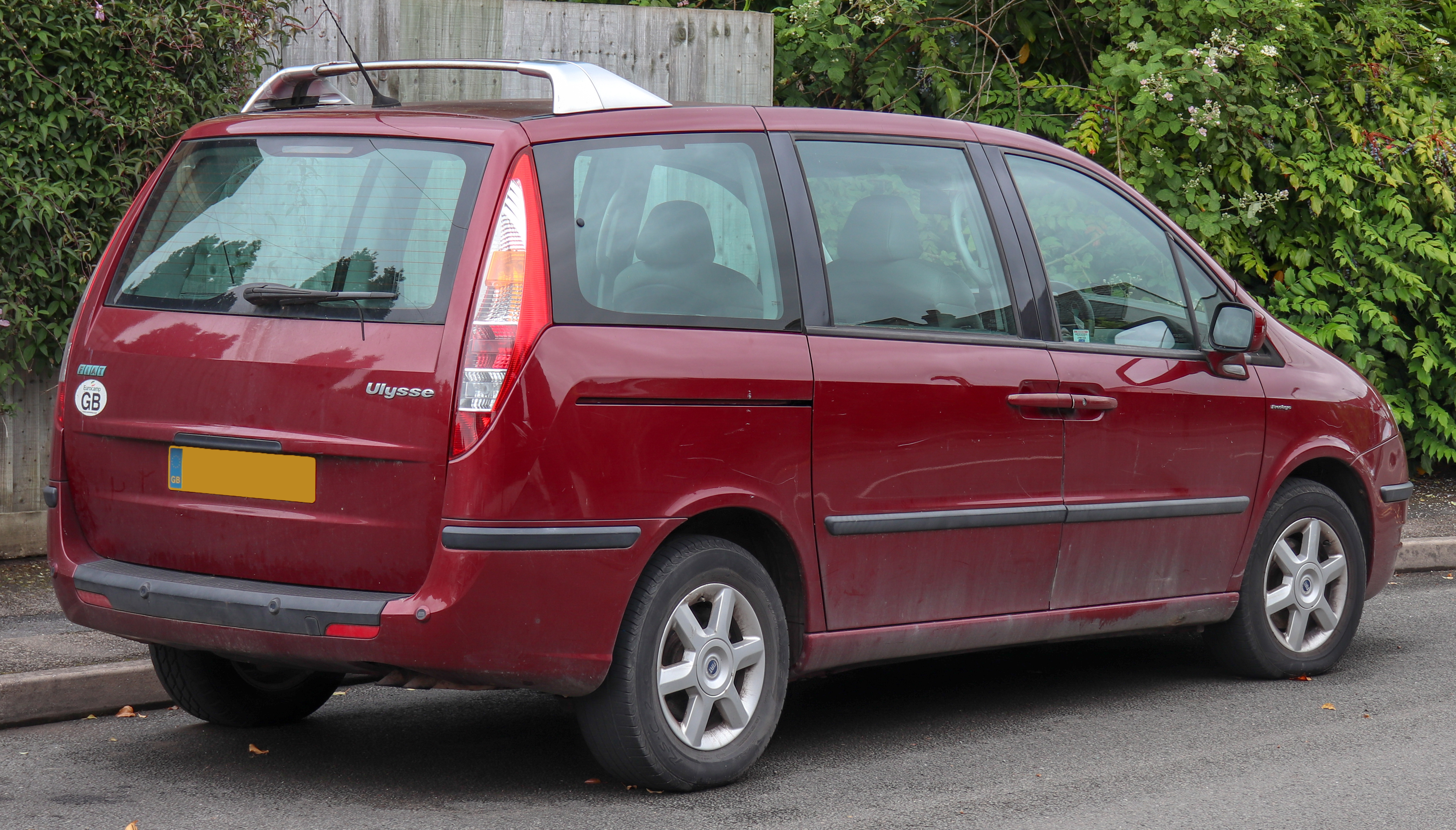
Fiat Ulysse II - tył

Fiat Ulysse II został po raz pierwszy oficjalnie zaprezentowany w 2002 roku.
Samochód został zbudowany na bazie płyty podłogowej opracowanej przez koncern PSA. Bliźniacze modele różnią się od siebie stylizacją nadwozia oraz elementami wyposażenia. Nowe modele otrzymały bardziej energiczny wygląd, wraz z nowocześniej wyglądającą deską rozdzielczą z centralnie zamontowanymi wskaźnikami. Siedzenia w środkowym i tylnym rzędzie otrzymały funkcję przesuwania, oraz regulację pochylenia oparcia. 
W 2007 roku samochód wycofano ze sprzedaży na rynku polskim. 

### Wyposażenie
- Dynamic

Standardowe wyposażenie pojazdu obejmuje m.in. 2 poduszki powietrzne, dwie boczne oraz dwie kurtyny oraz system ABS z EBD, a także klimatyzację manualną oraz elektryczne sterowanie szyb i elektryczne sterowanie lusterek. Opcjonalnie pojazd mógł być wyposażony m.in. klimatyzację automatyczną, komputer pokładowy, tempomat, system ESP, reflektory ksenonowe, elektrycznie sterowane drzwi boczne oraz 8-głośnikowy system audio z radiem CD.

### Silniki
Benzynowe:
- R4 2.0 16V 136 KM (99 kW)
- V6 3.0 204 KM (150 kW)

Wysokoprężne:
- R4 2.0 JTD 109 KM (80 kW)
- R4 2.0 JTD 120 KM (88 kW)
- R4 2.2 JTD 128 KM (94 kW)